# Крістіан Борхгревінк
Крістіан Борхгревінк (норв. Christian Borchgrevink, нар. 11 травня 1999, Осло) — норвезький футболіст, захисник клубу «Нутодден».

## Клубна кар'єра
Народився 11 травня 1999 року в місті Осло. Вихованець футбольної школи клубу «Волеренга» з Осло. З 2015 року став грати за дублюючу команду, а 2017 року дебютував і у першій команлі «Волеренги».
З 2018 року для отримання ігрової практики став здаватись в оренду в клуби «Гамаркамератене», а потім «Нутодден».

## Виступи за збірні
2015 року дебютував у складі юнацької збірної Норвегії, взяв участь у 10 іграх на юнацькому рівні, відзначившись 4 забитими голами. З командою до 19 років зайняв п'яте місце юнацького чемпіонату Європи 2018 року.
2019 року з командою до 20 років поїхав на молодіжний чемпіонат світу.